# پناهگاه نهنگ اقیانوس هند

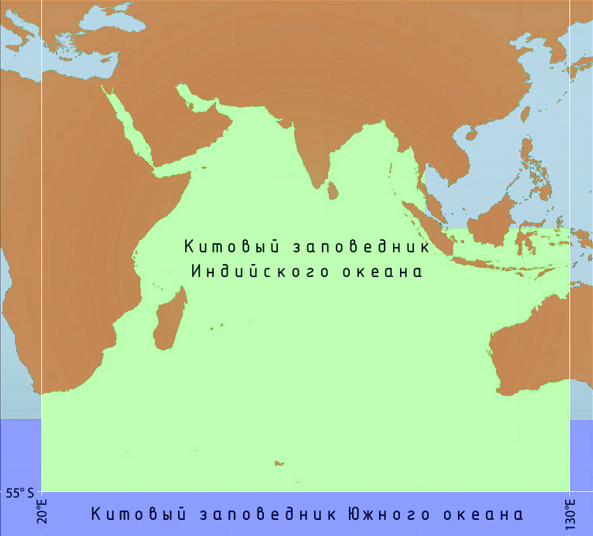
نقشه پناهگاه

پناهگاه نهنگ اقیانوس هند منطقه‌ای در اقیانوس هند است که کمیسیون بین‌المللی شکار نهنگ (IWC) انواع شکار تجاری نهنگ را در آن ممنوع کرده است. در حال حاضر، کمیسیون بین‌المللی شکار نهنگ دو پناهگاه از این دست را تعیین کرده است که دیگری پناهگاه نهنگ اقیانوس جنوبی است. پیشنهادهای مکرر در کمیسیون بین‌المللی شکار نهنگ برای ایجاد یک پناهگاه اقیانوس اطلس جنوبی و یک پناهگاه اقیانوس آرام جنوبی، هرگز به اکثریت ۷۵ درصدی مورد نیاز برای تصویب نرسیده است.
پناهگاه اقیانوس هند در سال ۱۹۷۹ توسط کمیسیون بین‌المللی شکار نهنگ پس از پیشنهاد کشور جزیره‌ای کوچک سیشل، در اولین جلسه خود به عنوان عضو کمیسیون بین‌المللی شکار نهنگ، بنیان‌گذاری شد که تا حدودی به منظور محافظت از نهنگ‌ها در محل‌های تولیدمثل آنها بود.
وضعیت پناهگاه‌های نهنگ هر ۱۰ سال توسط کمیسیون بین‌المللی شکار نهنگ بررسی می‌شود و پناهگاه اقیانوس هند تاکنون سه بار، در سال‌های ۱۹۸۹، ۱۹۹۲ و ۲۰۰۲، مورد بررسی (و تمدید) قرار گرفته است.